# Polemonioideae
Polemonioideae es una subfamilia de plantas con flores perteneciente a la familia Polemoniaceae. Tiene los siguientes géneros:

## Géneros
- Allophyllum - Collomia - Eriastrum - Gilia - Gymnosteris - Ipomopsis - Langloisia - Leptodactylon - Linanthus - Loeselia - Loeseliastrum - Microsteris - Navarretia - Phlox - Polemonium